# Aéroport de Mbandaka
L’aéroport de Mbandaka (code IATA : MDK • code OACI : FZEA) est l'aéroport principal de la ville de Mbandaka, la capitale de la province de l'Équateur, en République démocratique du Congo. Des liaisons sont assurées vers Kinshasa et Gemena.

Le 4 avril 2010, la rébellion Enyele est parvenue à s'emparer de l'aéroport, qui a été repris le lendemain par les forces armées congolaises et les casques bleus de la MONUC.
L'aéroport de mbandaka est balisé sur demande, d'ou cet aéroport n'est pas H24.

## Situation
| Bandundu Basango Mboliasa Bunia Gbadolite Gemena Goma Ilebo Kalemie Kananga Kikwit Kindu Kinshasa-Ndjili Kinshasa-N'Dolo Kisangani Kolwezi Lodja Lubumbashi Matari Matadi Mbandaka Mbuji Mayi Nioki Tshikapa Tshumbe |

## Compagnies aériennes et destinations
| Compagnies                     | Destinations             |
| ------------------------------ | ------------------------ |
| Air Kasaï                      | Gemena, Kinshasa-N'djili |
| Compagnie Africaine d'Aviation | Boende, Kinshasa-N'djili |
| Congo Airways                  | Kinshasa-N'djili         |

Édité le 15/05/2018  Actualisé le 24/10/2023